# Distrito de Mariscal Benavides
El distrito de Mariscal Benavides es uno de los doce distritos de la Provincia de Rodríguez de Mendoza, ubicado en el Departamento de Amazonas, en el norte del Perú. Limita por el noreste con el distrito de Vista Alegre; por el sureste con el distrito de San Nicolás; por el suroeste con el distrito de Longar y el distrito de Huambo y; por el noroeste con la provincia de Chachapoyas.
Desde el punto de vista jerárquico de la Iglesia católica forma parte del Diócesis de Chachapoyas.

## Historia
El distrito fue creado el 2 de febrero de 1956 mediante Ley N.º 12639, en el gobierno del Presidente Manuel A. Odría.

## Geografía
Abarca una superficie de 176,18 km² y tiene una población estimada mayor a 1 200 habitantes. 
Su capital es el centro poblado de Mariscal Benavides.

## Autoridades

### Municipales
- 2023 - 2026
- Alcalde: Oved Chuquivala Gomez
- 2019 - 2022[2]
  - Alcalde: Mario Ocampo Saldaña.
- 2015 - 2018[2]
  - Alcalde: Augusto Gil Tafur Pelaez, del movimiento Sentimiento Amazonense Regional.
- 2011 - 2014
  - Alcalde: Nilser Tafur Peláez, Alianza Regional Juntos Por Amazonas (ARJPA).

### Religiosas
- Obispo de Chachapoyas: Monseñor Emiliano Antonio Cisneros Martínez, OAR.[3]